# フランシス・オズボーン (第5代リーズ公爵)
第5代リーズ公爵フランシス・ゴドルフィン・オズボーン（英語: Francis Godolphin Osborne, 5th Duke of Leeds, KG, PC、1751年1月29日 - 1799年1月31日）は、イギリスの政治家、貴族。
小ピット内閣で外務大臣（在職:1783年 - 1791年）を務めたことで知られる。爵位を継承する1789年まではカーマーゼン侯爵 (Marquess of Carmarthen) の儀礼称号で称された。

## 経歴

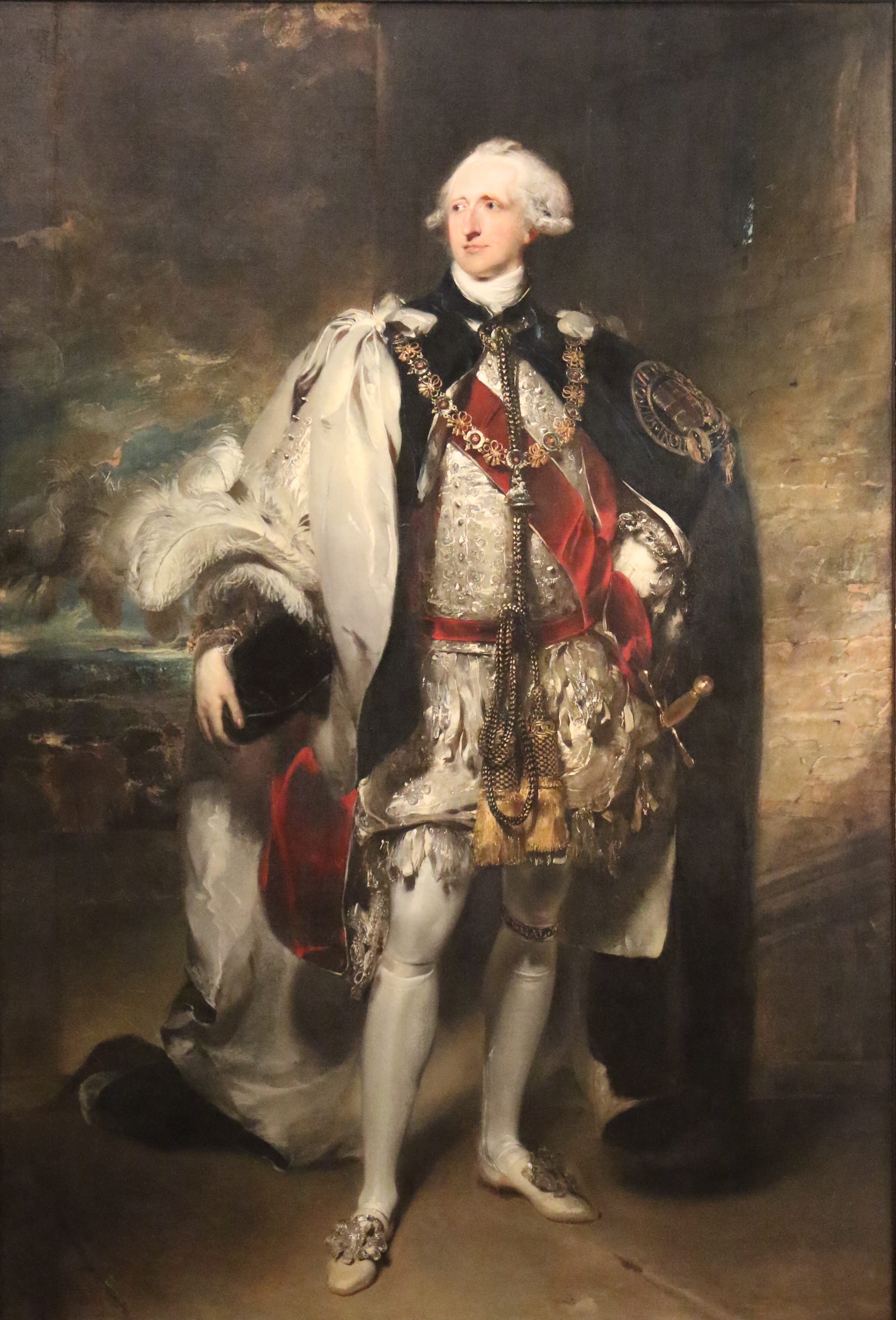
リーズ公フランシス・オズボーン(アンドリュー・ラボット画)

1751年1月29日、第4代リーズ公爵トマス・オズボーンとその妻メアリー(第2代ゴドルフィン伯爵フランシス・ゴドルフィンの娘)の間の一人息子としてロンドンに生まれる。
ウェストミンスター・スクールを経てオックスフォード大学クライスト・チャーチへ進学。
1774年にアイ選挙区、1774年から1775年にかけてヘルストン選挙区から選出されて庶民院議員となる。1776年5月15日に繰上貴族院招集令状によって父の第4代リーズ公爵位の資格で貴族院議員となった。
1776年から77年にかけて寝室侍従長を務めた。1777年に枢密顧問官(PC)に列するとともにシャーロット王妃の王妃宮内長官となり、1780年まで務めた。また1778年から1780年と1782年から1799年にかけてヨークシャーの東リディング知事 を務めた。
1783年から1791年にかけて小ピット内閣の外務大臣を務める。彼が外相に就任した頃、問題となっていたのはオランダだった。当時オランダはアメリカ独立戦争の余波で親英的なオランダ総督ウィレム5世派とアメリカ独立を支持する親仏的な愛国派に分裂していた。イギリスは1784年に第四次英蘭戦争に勝利して愛国派を一時的に打倒することに成功したが、その後再び愛国派の機運が高まって愛国派に政権を握られた。フランスは東インドでイギリスに対して優位に立つべく、愛国派を支援することでオランダ東インド会社を有するオランダへの影響力を拡大させようと図っていた。これを危惧したカーマーゼン侯は1784年に外交官ジェイムズ・ハリスをオランダ全権公使に任じ、ハリスを通じて総督派を支援して愛国派の封じ込めを図った。最終的にはプロイセン軍が出動して愛国派を鎮圧したため、1788年4月にはオランダ・プロイセンと同盟を結ぶことができた。
外相在任中の1789年3月に父の死により第5代リーズ公爵位を継承した。
1787年に勃発した露土戦争をめぐっては、当初不干渉の立場をとったが、1790年末から1791年初頭にかけて、ロシアにインドへの道を圧迫されることを恐れ、干渉政策に切り替えた。もしロシアが現状維持に応じないなら対露開戦も辞さないという立場をとった。ピットも同様の考えだったので、ロシアへの最後通牒の起草を行い、1791年3月の閣議に提出した。しかし議会ではフォックス議員らが対露軍事費増額予算案に激しく反発したことで対露開戦反対の機運が高まった。これを受けてピットは対露開戦不可能と判断してロシアに最後通牒を出すことを中止した。しかしリーズ公は最後通牒取り消しに反対したため、1791年4月11日をもって外相を辞任することになった。
1799年1月31日に死去した。爵位は長男ジョージ・オズボーンが継承した。

## 栄典

### 爵位/準男爵位
1776年5月15日に繰上勅書によって以下の父の爵位を使用して貴族院に出席。
- ヨーク州におけるキヴァートンの第5代オズボーン男爵 (5th Baron Osborne, of Kiveton in the County of York)

(1673年8月15日創設イングランド貴族爵位)
1789年3月23日に死去した父より以下の爵位および準男爵位を継承。
- 第5代リーズ公爵 (5th Duke of Leeds)

(1694年3月20日創設イングランド貴族爵位)
- 第5代カーマーゼン侯爵 (5th Marquess of Carmarthen)

(1689年4月9日創設イングランド貴族爵位)
- 第5代ダンビー伯爵 (5th Earl of Danby)

(1674年6月27日創設イングランド貴族爵位)
- ヨーク州におけるダンビーの第5代ラティマー子爵 (5th Viscount Latimer, of Danby in the County of York)

(1673年8月15日創設イングランド貴族爵位)
- パース州におけるダンブレーンの第5代オズボーン子爵 (5th Viscount Osburne, of Dunblane in the County of Perth)

(1673年2月6日創設スコットランド貴族爵位)
- ヨーク州におけるキヴァートンの第6代オズボーン準男爵 (6th Baronet Osborne, of Kiveton in the County of York)

(1620年創設イングランド準男爵位)

### 勲章
- 1790年、ガーター騎士団(勲章)ナイト(KG)[1]

## 家族
1773年に第4代ホルダーネス伯爵ロバート・ダーシーの娘アメリアと結婚。彼女との間に以下の3子を儲ける。
- 長男ジョージ・ウィリアム・フレデリック・オズボーン (1775–1838) ： 第6代リーズ公爵位を継承
- 長女メアリー・ヘンリエッタ・ジュリアナ・オズボーン (1776-1862) ; 第2代チチェスター伯爵トマス・ペラムと結婚
- 次男フランシス・ゴドルフィン・オズボーン（英語版） (1777–1850) ： 初代ゴドルフィン男爵に叙される

1779年にアメリアと離婚し、1788年にキャサリン・アンギッシュと再婚。彼女との間に以下の2子を儲ける。
- 三男シドニー・ゴドルフィン・オズボーン (1789-1861)
- 次女キャサリン・アン・サラ・オズボーン (1791-1878) : ジョージ・ホワイト＝メルヴィルと結婚